# مزاله
مزاله یک منطقهٔ مسکونی در الجزایر است که در ناحیه ثنیه واقع شده‌است. مزاله ۴ کیلومتر مربع مساحت دارد ۴۲۰ متر بالاتر از سطح دریا واقع شده‌است.